# 1783 w polityce
Wydarzenia polityczne w 1783 roku.

## Zmarli
- 13 listopada Rochus Friedrich Lynar, duński dyplomata[1].